# 莫威阿夸鎮區 (伊利諾伊州謝爾比縣)
莫威阿夸鎮區（英語：Moweaqua Township）是位於美國伊利諾伊州謝爾比縣的一個行政鎮區。

## 地方資料
根據2010年美國人口普查的數據，莫威阿夸鎮區的面積為43.70平方千米，當中陸地面積為43.70平方千米，而水域面積為0.00平方千米。當地共有人口1904人，而人口密度為每平方千米43.57人。